# Перледо
Перлѐдо (на италиански: Perledo, на западноломбардски: Perlet, Перлет) е село и община в Северна Италия, провинция Леко, регион Ломбардия. Разположено е на 395 m надморска височина. Населението на общината е 1012 души (към 2014 г.).